# Chá A Của
Chá A Của (sinh ngày 14 tháng 11 năm 1974, người Mông) là chính trị gia nước Cộng hòa xã hội chủ nghĩa Việt Nam. Ông hiện là Ủy viên Ban Thường vụ Tỉnh ủy, Phó Bí thư Đảng đoàn, Phó Chủ tịch Hội đồng nhân dân tỉnh Sơn La. Ông từng là Trưởng Ban Dân vận Tỉnh ủy Sơn La; Bí thư Đảng ủy Khối các Cơ quan tỉnh Sơn La; Bí thư Huyện ủy Sông Mã; và Ủy viên Trung ương Đoàn Thanh niên Cộng sản Hồ Chí Minh, Bí thư Tỉnh đoàn Sơn La.
Chá A Của là đảng viên Đảng Cộng sản Việt Nam, học vị Kỹ sư Chăn nuôi – Thú y, Thạc sĩ Quản trị kinh doanh, Cao cấp lý luận chính trị. Ông có xuất phát điểm từ công tác thanh niên rồi chuyển sang tổ chức Đảng và chính quyền địa phương.

## Xuất thân và giáo dục
Chá A Của sinh ngày 14 tháng 11 năm 1974 tại xã Mường Bám, huyện Thuận Châu của Khu tự trị Tây Bắc, nay thuộc tỉnh Sơn La, nguyên quán tại xã Long Hẹ, huyện Thuận Châu. Ông là người H'Mông, lớn lên và tốt nghiệp phổ thông 12/12 ở Sơn La, học đại học về nông nghiệp và tốt nghiệp Kỹ sư Chăn nuôi – Thú y, sau đó học tiếp cao học và nhận bằng Thạc sĩ Quản trị kinh doanh, sử dụng được tiếng H'Mông và tiếng Thái. Ông được kết nạp Đảng Cộng sản Việt Nam vào ngày 23 tháng 9 năm 2002, là đảng viên chính thức sau đó 1 năm, từng tham gia khóa học chính trị và có trình độ Cao cấp lý luận chính trị tại Học viện Chính trị Quốc gia Hồ Chí Minh. Nay ông cư trú tại phường Quyết Thắng thuộc thành phố Sơn La.

## Sự nghiệp
Tháng 10 năm 2003, Chá A Của được nhận Đoàn Thanh niên Cộng sản Hồ Chí Minh tại huyện Thuận Châu nhận vào làm cán bộ chuyên trách. Sau đó, giai đoạn 2003–07, ông lần Phó Chủ tịch rồi Chủ tịch Hội Liên hiệp thanh niên Việt Nam huyện Thuận Châu, được bầu làm Huyện ủy viên, Phó Bí thư rồi Bí thư Huyện đoàn Thuận Châu. Đến tháng 3 năm 2007, ông được điều lên Tỉnh đoàn Sơn La, nhậm chức Phó Bí thư Tỉnh đoàn. Cuối năm này vào ngày 17–21 năm 2007, tại Đại hội đại biểu toàn quốc Đoàn Thanh niên Cộng sản Hồ Minh lần thứ IX, ông được bầu làm Ủy viên Ban Chấp hành Trung ương Đoàn, và sau đó là Bí thư Tỉnh đoàn Sơn La. Ông cũng được bầu bổ sung vào Ban Chấp hành Đảng bộ tỉnh Sơn La.
Tháng 1 năm 2010, Chá A Của rời cơ quan thanh niên, được điều về huyện Sông Mã, chỉ định vào Ban Thường vụ Huyện ủy, nhậm chứ Bí thư Huyện ủy. Sau tròn 1 nhiệm kỳ 5 năm, vào tháng 5 năm 2015, ông được điều lên tỉnh, nhậm chức Bí thư Đảng ủy Khối các Cơ quan tỉnh Sơn La. Sau đó 2 tháng, vào tháng 7, ông được điều chuyển làm Phó Trưởng Ban Dân vận Tỉnh ủy Sơn La. Đến tháng 10, tại Đại hội Đảng bộ tỉnh Sơn La lần thứ XIV, ông được bầu làm Ủy viên Ban Thường vụ Tỉnh ủy, rồi được phân công làm Trưởng Ban Dân vận Tỉnh ủy. Tiếp tục 1 nhiệm kỳ, vào tháng 11 năm 2020, ông tiếp tục được bầu là Ủy viên Ban Thường vụ Tỉnh ủy tại Đại hội Đảng bộ tỉnh Sơn La lần thứ XV, sau đó được điều sang làm Phó Bí thư Đảng đoàn Hội đồng nhân dân tỉnh, rồi được bầu làm Phó Chủ tịch Hội đồng nhân dân tỉnh Sơn La. Đầu năm 2021, ông ứng cử Đại biểu Quốc hội ở đơn vị bầu cử số 2 của tỉnh Sơn La gồm huyện Sông Mã, Sốp Cộp, Mường La, Quỳnh Nhai, trúng cử là Đại biểu Quốc hội khóa XV với tỷ lệ 81,65%.

## Khen thưởng
- Huân chương Lao động hạng Ba, 2014;[1]